# 原田和徳
原田 和徳（はらだ かずよし、1941年5月22日 - ）は、日本の元裁判官。

## 人物
元仙台高等裁判所長官。現在、中央更生保護審査会委員長を務める。また、2004年、東京高等裁判所裁判長時代に、オリックス・ブルーウェーブと大阪近鉄バファローズの合併問題をめぐる仮処分を認めない決定を下した。